# Charles Sheeler
Charles Sheeler (16. července 1883, Filadelfie, USA – 7. května 1965, New York, USA) byl americký malíř a fotograf, který tvořil díla ve stylu amerického precisionismu.

## Život a dílo
Charles Sheeler se narodil ve Filadelfii v Pensylvánii v roce 1883. Vystudoval průmyslové umění a malířství. V roce 1908 odcestoval do Evropy, kde se seznámil s díly Georgese Braqua, Pabla Picassa a Paula Cézanna, která ovlivnila jeho budoucí tvorbu. Po návratu do Spojených států začal malovat, ale protože nebylo možné se uživit pouze malováním, začal si vydělávat komerčním fotografováním.
Fotografoval od roku 1912 na zakázku architekturu a pro výtvarníky vytvářel reprodukce. První samostatnou výstavu fotografií uspořádal v roce 1917 v Moderní galerii De Zayase v New Yorku, pro kterou fotografoval umělecká díla.
V roce 1920 natočil s Paulem Strandem krátký film Manhatta. Během natáčení pořídil sérii fotografií a kreseb a našel inspiraci pro další malby a kresby.
Roku 1927 fotografoval Charles Sheeler pro automobilku Ford v Detroitu. Úspěch fotografií průmyslové architektury, které byly uznány jako umění, významně usměrnil další Sheelerovu malířskou tvorbu.
V roce 1929 vystavoval na výstavě Film und Foto ve Stuttgartu v Německu. V dalším období fotografoval krajiny a žánrové obrázky jako studie pro svoje malby. Od roku 1942 fotografoval pro Metropolitní muzeum umění v New Yorku.

## Zastoupení ve sbírkách
- Art Institute of Chicago, Chicago, Illinois, USA[5]

## Galerie

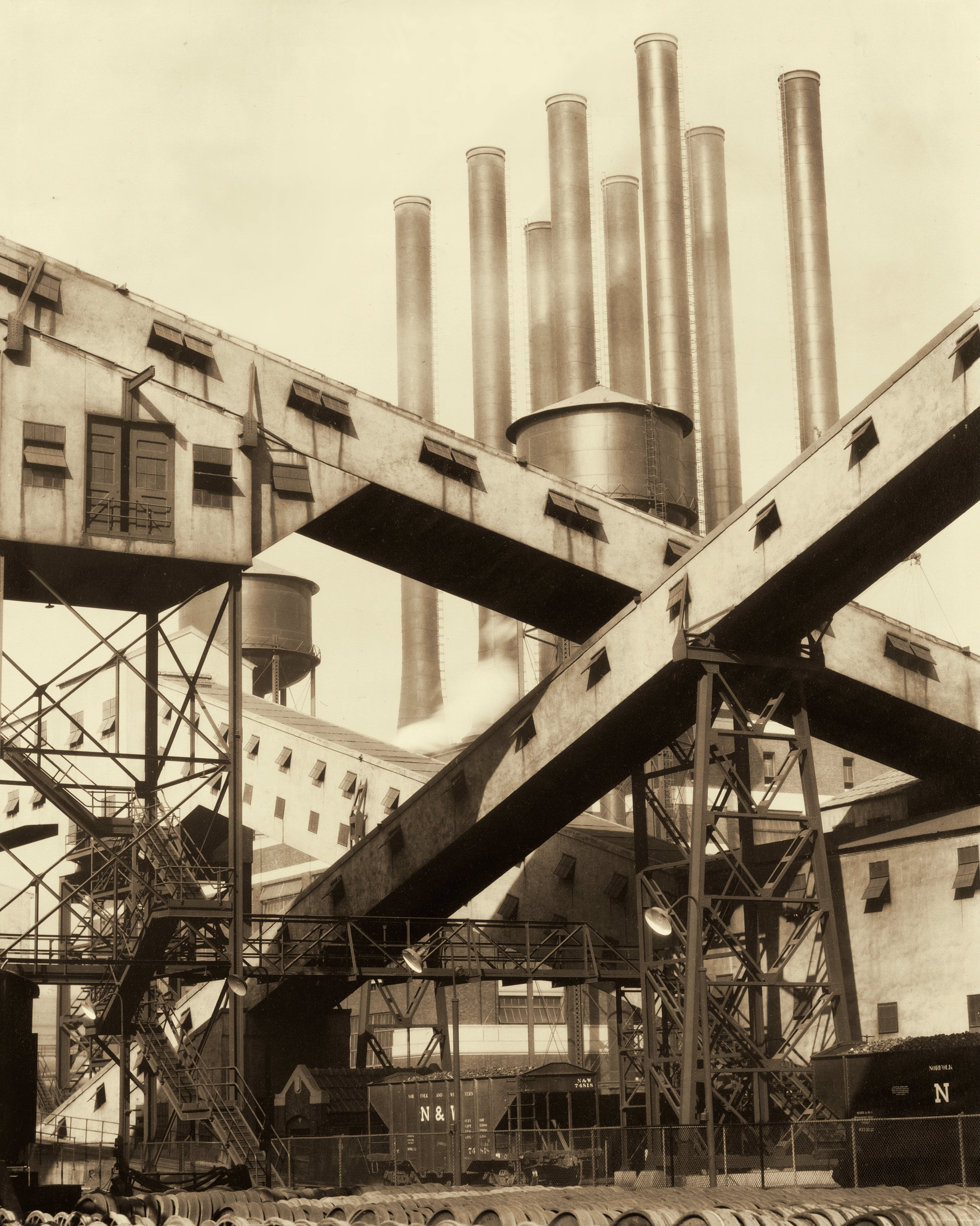
Fotografie Criss-Crossed Conveyors, River Rouge Plant, Ford Motor Company
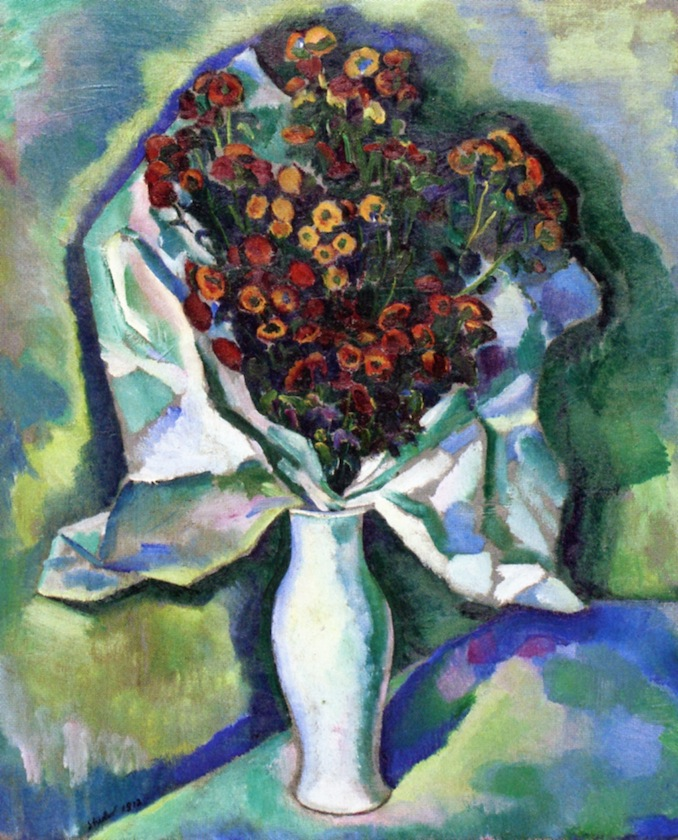
Chrysanthemums
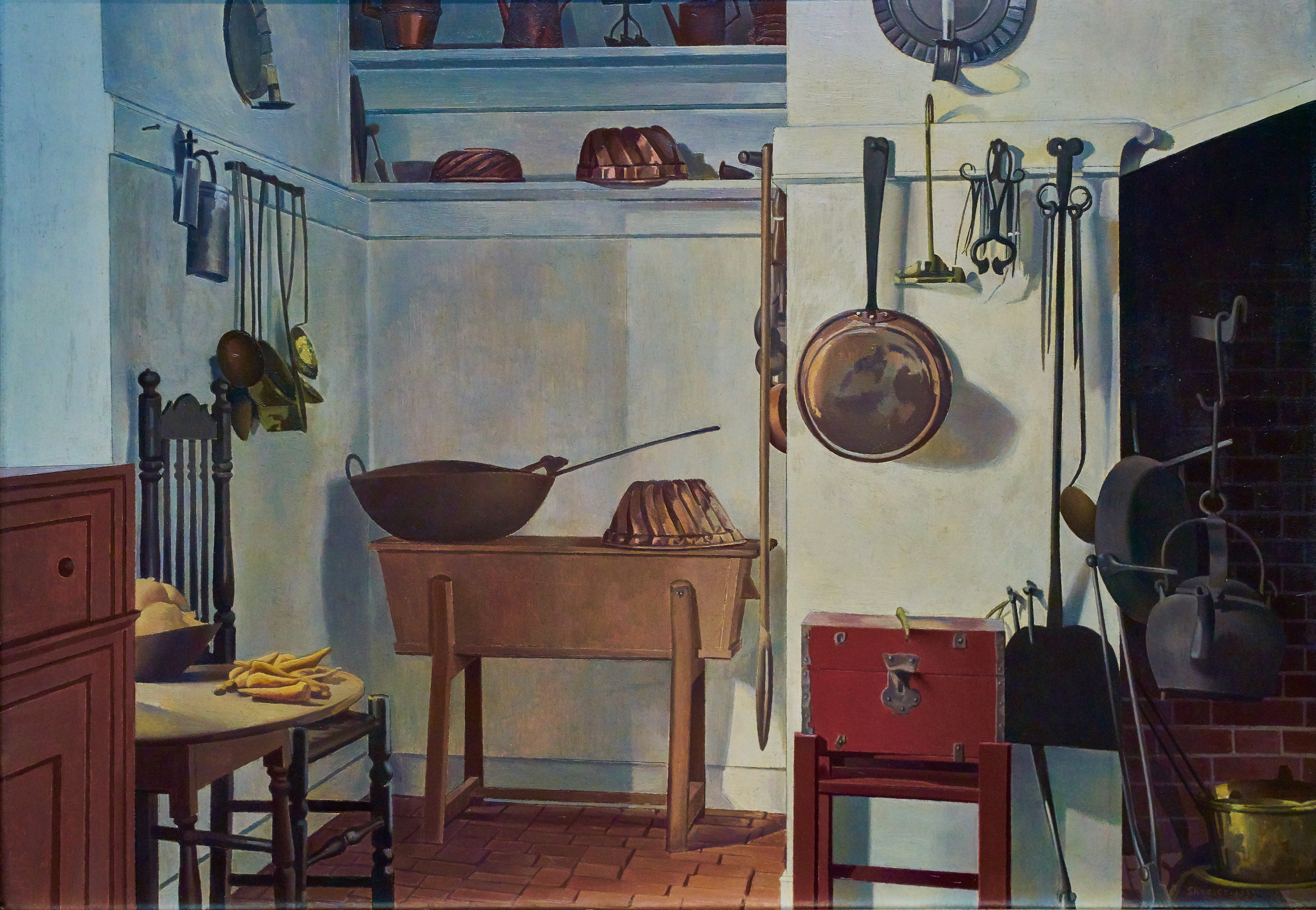
Kitchen, Williamsburg
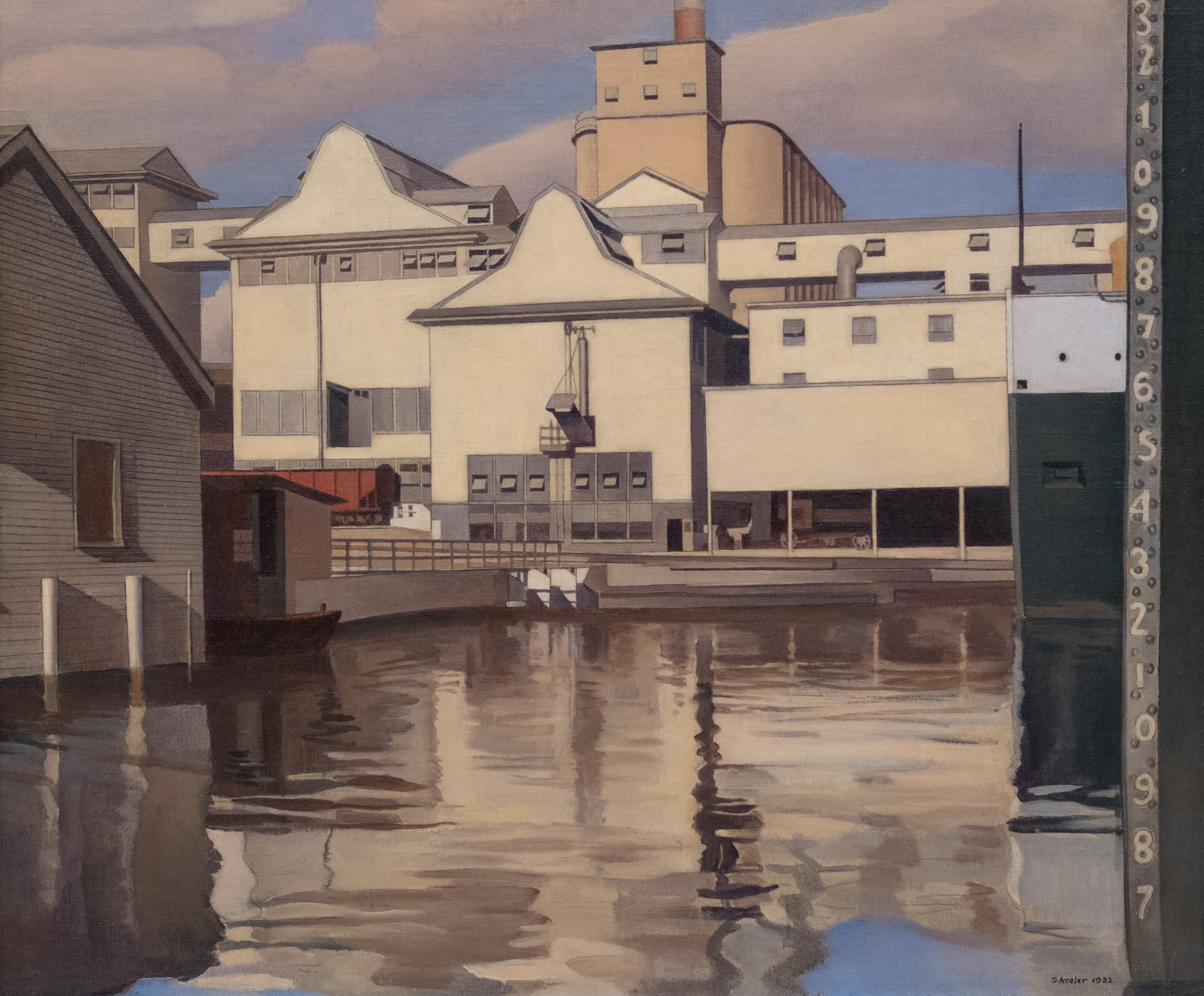
River Rouge Plant, 1932
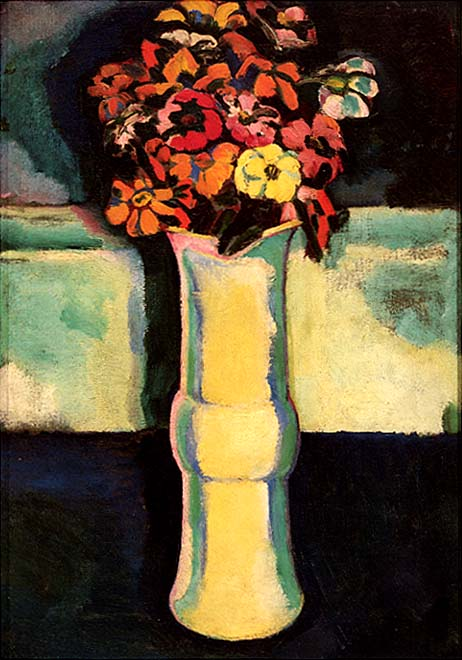
Dahlias and asters, 1912
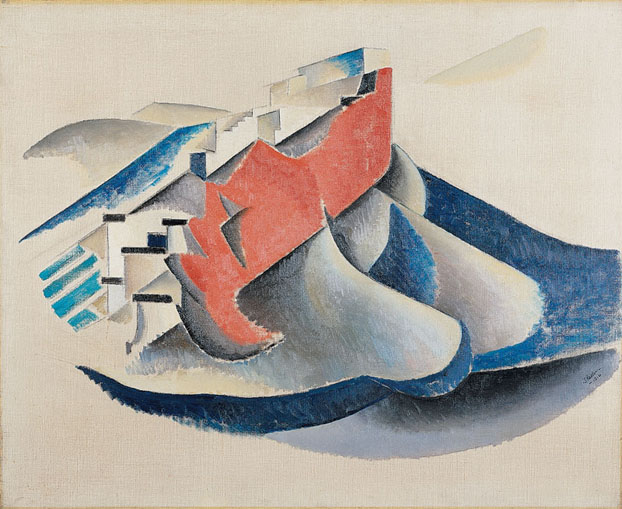
Lhasa, 1916
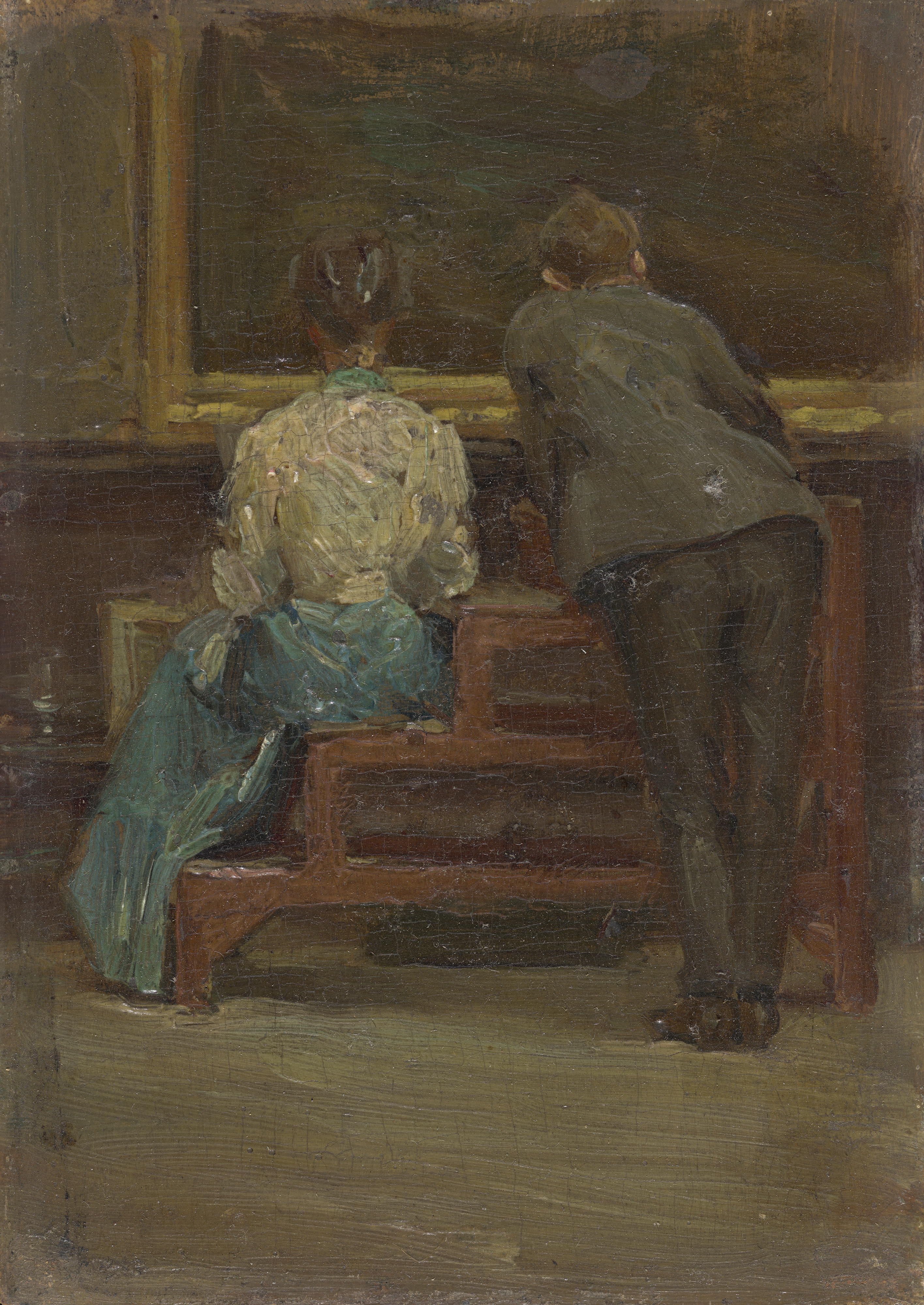
Morton Livingston Schamberg, Charles Sheeler and Nina Allender, c. 1906
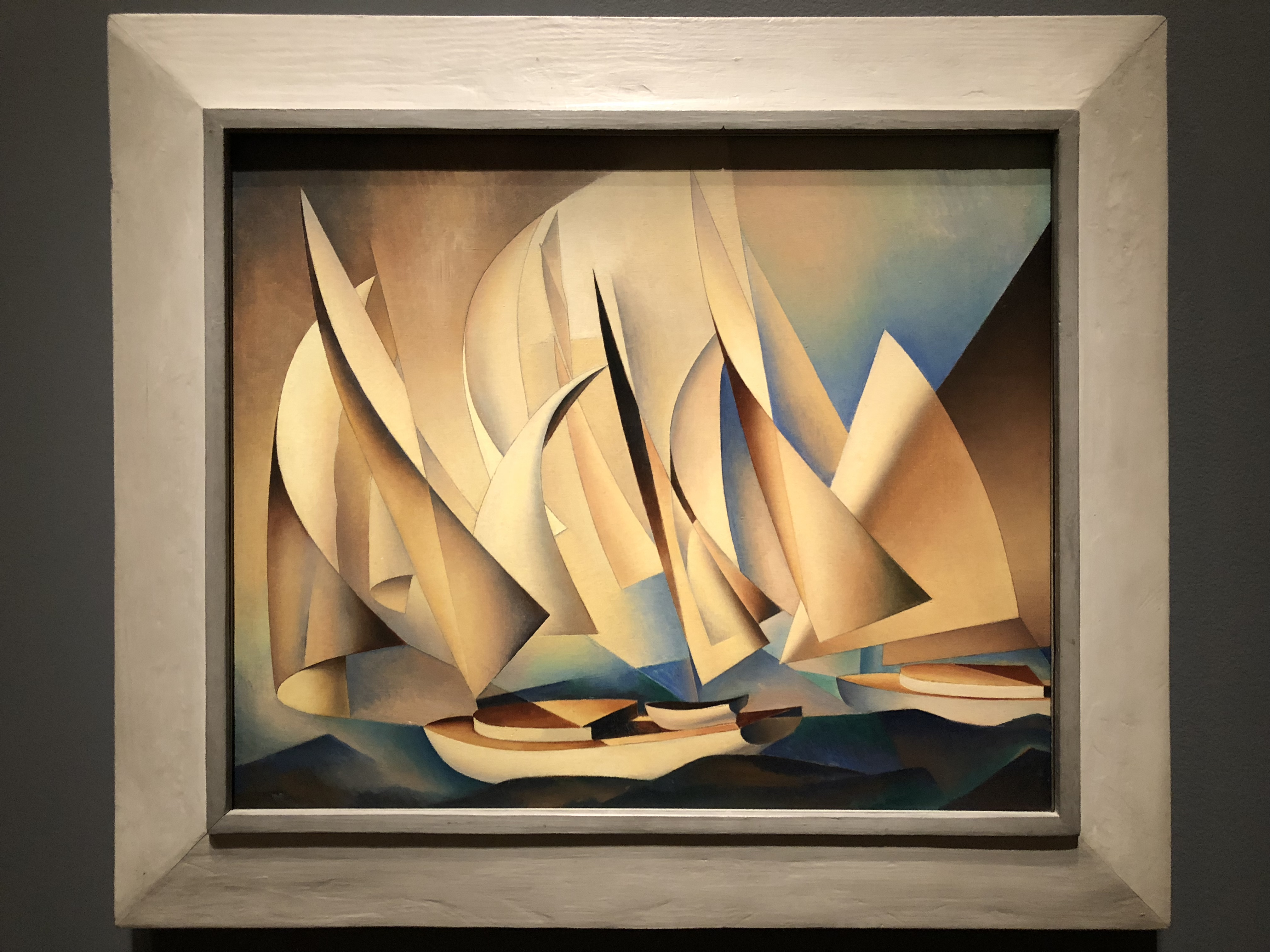
Pertaining to Yachts and Yachting
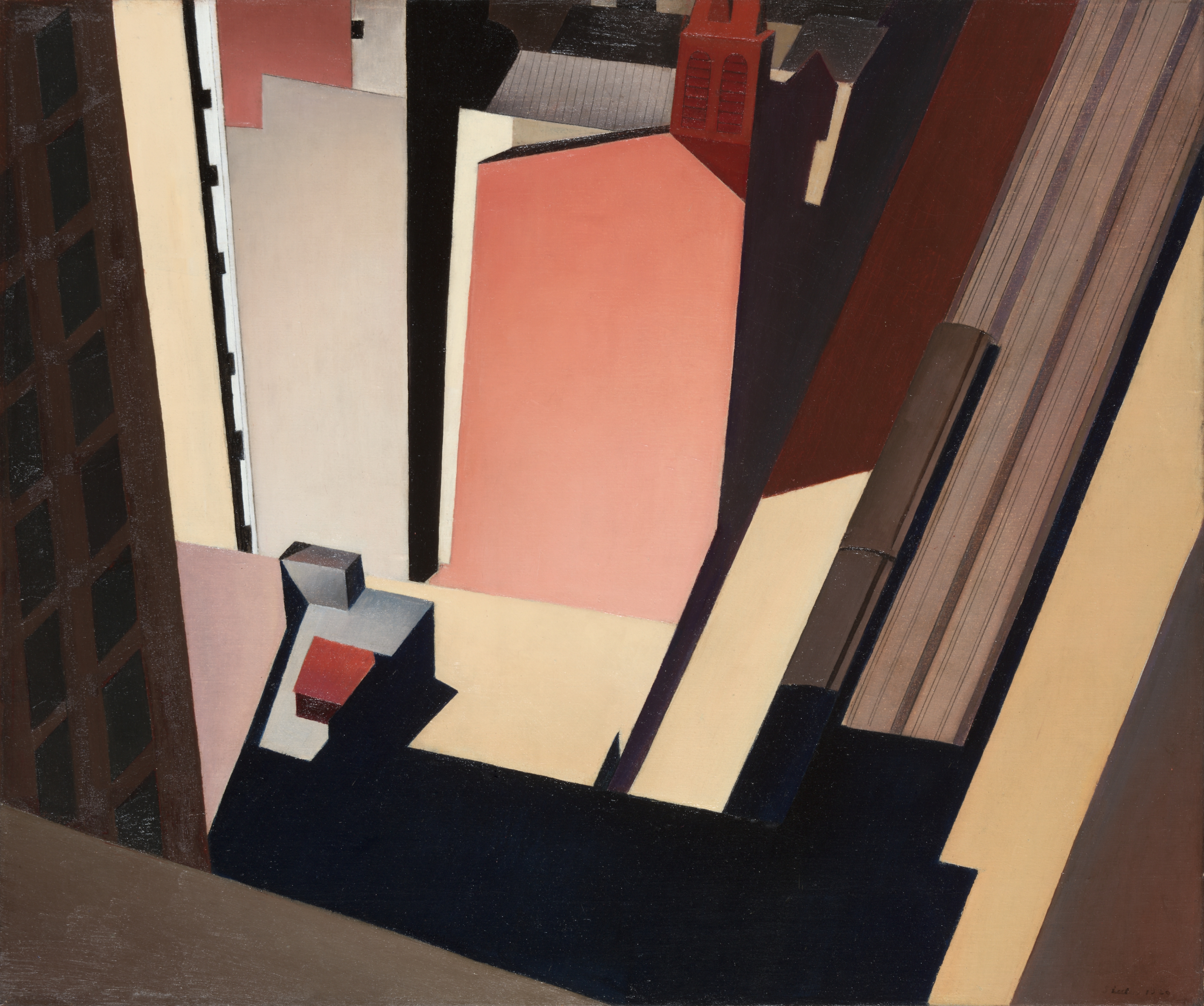
Church Street El
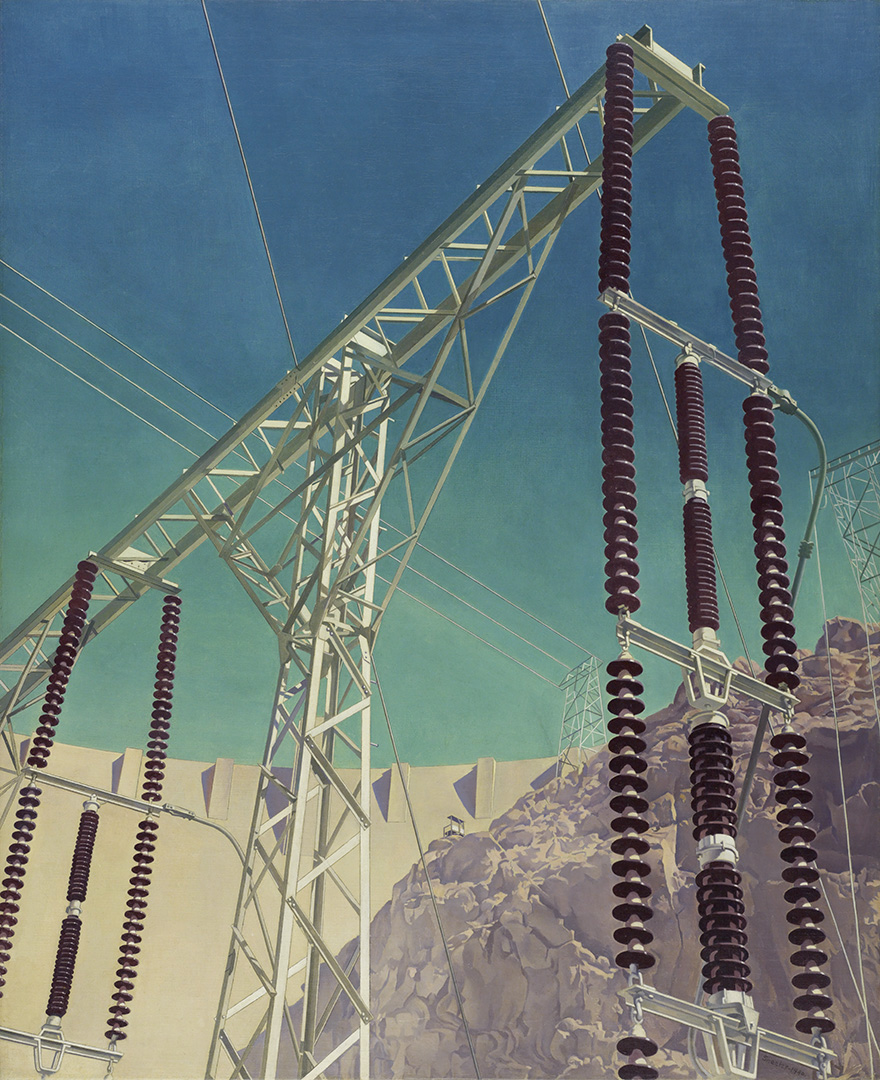
Conversation – Sky and Earth (1940)
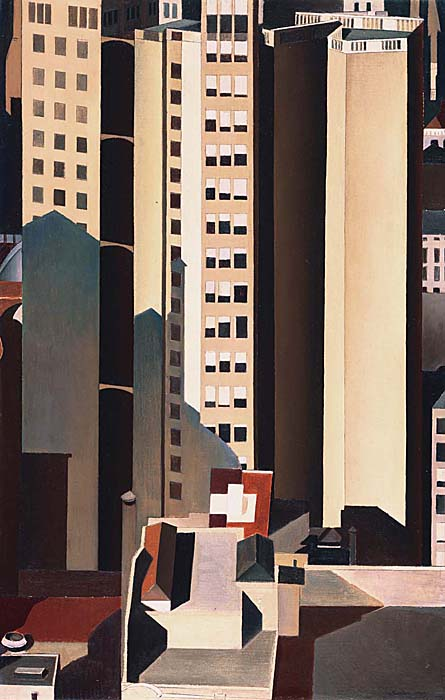
Skyscrapers, 1922
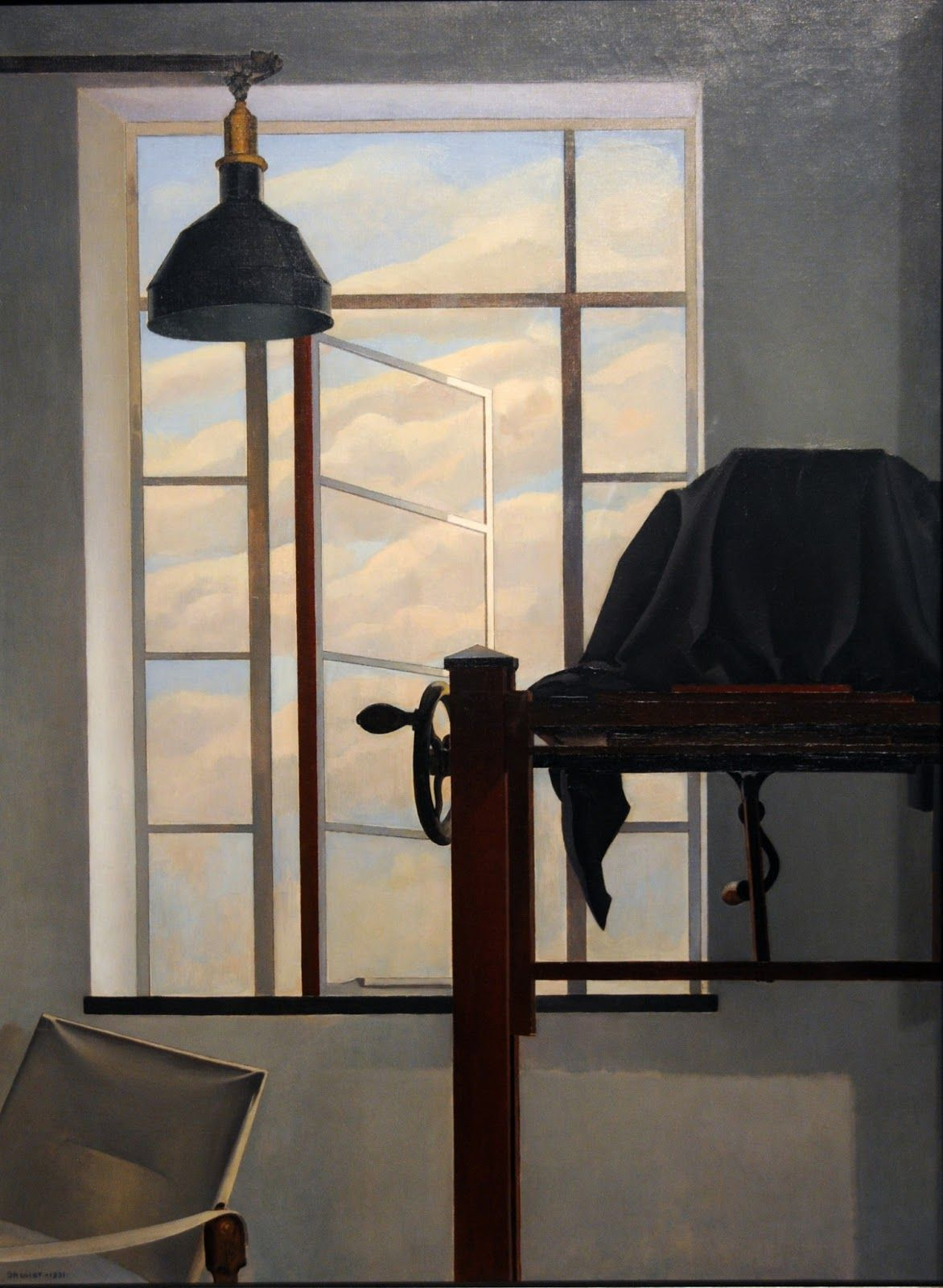
View of New York (1931)